# Microrregión de Cruz Alta
La microrregión de Cruz Alta es una de las microrregiones del estado brasilero del Rio Grande do Sul perteneciente a la mesorregión Noroeste Rio-Grandense. Su población fue estimada en 2005 por el IBGE en 159.434 habitantes y está dividida en catorce municipios. Posee un área total de 8.449,170 km².

## Municipios
- Alto Alegre
- Boa Vista do Cadeado
- Boa Vista do Incra
- Campos Borges
- Cruz Alta
- Espumoso
- Fortaleza dos Valos
- Ibirubá
- Jacuizinho
- Jóia
- Quinze de Novembro
- Saldanha Marinho
- Salto do Jacuí
- Santa Bárbara do Sul

- Datos: Q2097349